# Campionati europei giovanili di nuoto 1975
I V Campionati europei giovanili di nuoto e tuffi si sono disputati a Ginevra dal 7 agosto al 10 agosto 1975.
Hanno partecipato alla manifestazione le federazioni iscritte alla LEN; questi sono i criteri di ammissione:
- le nuotatrici e i nuotatori che nel 1975 non superavano i 15 anni d'età (nati non prima del 1960)
- Le tuffatrici e i tuffatori che nel 1975 non superavano i 16 anni d'età (nati non prima del 1959)

## Podi

### Uomini
| Evento       | Oro                 | Punti    | Argento            | Punti    | Bronzo             | Tempo    |
| Stile libero |                     |          |                    |          |                    |          |
| 100 m        | Pär Arvidsson       | 54"45    | Vladimir Gluchov   | 56"12    | Hans Pfeffer       | 56"20    |
| 400 m        | Sándor Nagy         | 4'08"49  | Vladimir Gluchov   | 4'12"10  | Vladimir Sal'nikov | 4'13"46  |
| 1500 m       | Sándor Nagy         | 16'16"90 | Vladimir Sal'nikov | 16'40"02 | Borut Petrič       | 16'50"90 |
| Dorso        |                     |          |                    |          |                    |          |
| 100 m        | Miloslav Roľko      | 1'02"43  | Ivan Mikolutsky    | 1'02"70  | Gerald Stern       | 1'02"71  |
| 200 m        | Sergei Karataev     | 2'10"60  | Ivan Mikoluckij    | 2'10"74  | Miloslav Roľko     | 2'13"70  |
| Rana         |                     |          |                    |          |                    |          |
| 100 m        | Gregor Arnicke      | 1'08"55  | Götz Felgenträger  | 1'10"93  | Andrej Dement'ev   | 1'11"97  |
| 200 m        | Andrei Dementiev    | 2'30"52  | Gregor Arnicke     | 2'30"69  | Götz Felgenträger  | 2'32"18  |
| Farfalla     |                     |          |                    |          |                    |          |
| 100 m        | Alessandro Griffith | 59"51    | Pär Arvidsson      | 59"53    | Andrej Gerasimov   | 1'00"84  |
| 200 m        | Alessandro Griffith | 2'09"02  | Pär Arvidsson      | 2'09"95  | Fodor Szabolcs     | 2'11"64  |
| Misti        |                     |          |                    |          |                    |          |
| 200 m        | Vladimir Gluchov    | 2'14"94  | Miloslav Roľko     | 2'16"98  | Sergej Karataev    | 2'17"44  |

### Donne
| Evento       | Oro            | Punti   | Argento          | Punti   | Bronzo              | Tempo   |
| Stile libero |                |         |                  |         |                     |         |
| 100 m        | Ineke Ran      | 58"90   | Marina Jank      | 59"07   | Gabrielle Mai       | 59"43   |
| 400 m        | Regina Jäger   | 4'25"18 | Petra Thümer     | 4'27"08 | Laura Bortolotti    | 4'28"30 |
| 800 m        | Petra Thümer   | 8'59"31 | Carine Verbauwen | 9'02"11 | Birgit Wächtler     | 9'06"84 |
| Dorso        |                |         |                  |         |                     |         |
| 100 m        | Birgit Treiber | 1'04"84 | Petra Wahrendorf | 1'05"59 | Gabriella Verrasztó | 1'06"65 |
| 200 m        | Birgit Treiber | 2'19"68 | Daniela Beier    | 2'23"52 | Gabriella Verrasztó | 2'25"63 |
| Rana         |                |         |                  |         |                     |         |
| 100 m        | Karla Linke    | 1'15"78 | Christa Freitag  | 1'16"35 | Marina Koševaja     | 1'16"97 |
| 200 m        | Karla Linke    | 2'40"56 | Susanne Nielsson | 2'45"50 | Marina Koševaja     | 2'47"04 |
| Farfalla     |                |         |                  |         |                     |         |
| 100 m        | Marina Jank    | 1'02"41 | Anne Adams       | 1'05"09 | Andrea Pollack      | 1'05"26 |
| 200 m        | Annett Fiebig  | 2'20"02 | Anne Adams       | 2'22"33 | Cinzia Rampazzo     | 2'22"51 |
| Misti        |                |         |                  |         |                     |         |
| 200 m        | Birgit Treiber | 2'23"00 | Karla Linke      | 2'23"85 | Anne Adams          | 2'24"88 |

### Tuffi
| Evento        | Oro                | Punti  | Argento          | Punti  | Bronzo            | Punti  |
| Uomini        |                    |        |                  |        |                   |        |
| trampolino 3m | Sergej Nemcanov    | 448,11 | Köthe            | 437,64 | Uladzimir Alejnik | 431,73 |
| piattaforma   | Sergej Nemcanov    | 442,17 | Nikola Stajkovic | 439,05 | Vjačeslav Trošin  | 420,30 |
| Donne         |                    |        |                  |        |                   |        |
| trampolino 3m | Renate Piotraschke | 397,14 | Kerstin Krause   | 393,27 | Ol'ga Dmitrieva   | 391,80 |
| piattaforma   | Renate Piotraschke | 319,02 | Gorina           | 307,92 | Kerstin Krause    | 303,69 |

## Medagliere
- Totale

| Posizione | Paese            | Oro | Argento | Bronzo | Totale |
| --------- | ---------------- | --- | ------- | ------ | ------ |
| 1         | Germania Est     | 10  | 8       | 5      | 23     |
| 2         | Unione Sovietica | 5   | 6       | 9      | 20     |
| 3         | Germania Ovest   | 2   | 2       | 2      | 6      |
| 4         | Ungheria         | 2   | 0       | 3      | 5      |
| 5         | Italia           | 2   | 0       | 2      | 4      |
| 6         | Svezia           | 1   | 2       | 0      | 3      |
| 7         | Cecoslovacchia   | 1   | 1       | 1      | 3      |
| 8         | Paesi Bassi      | 1   | 0       | 0      | 1      |
| 9         | Gran Bretagna    | 0   | 2       | 1      | 3      |
| 10=       | Austria          | 0   | 1       | 0      | 1      |
| 10=       | Belgio           | 0   | 1       | 0      | 1      |
| 10=       | Danimarca        | 0   | 1       | 0      | 1      |
| 13        | Jugoslavia       | 0   | 0       | 1      | 1      |
| totale    |                  | 24  | 24      | 24     | 72     |

- Nuoto

| Posizione | Paese            | Oro | Argento | Bronzo | Totale |
| --------- | ---------------- | --- | ------- | ------ | ------ |
| 1         | Germania Est     | 10  | 6       | 4      | 20     |
| 2         | Unione Sovietica | 3   | 5       | 6      | 14     |
| 3         | Ungheria         | 2   | 0       | 3      | 5      |
| 4         | Italia           | 2   | 0       | 2      | 4      |
| 5         | Svezia           | 1   | 2       | 0      | 3      |
| 6         | Cecoslovacchia   | 1   | 1       | 1      | 3      |
| 7         | Paesi Bassi      | 1   | 0       | 0      | 1      |
| 8         | Germania Ovest   | 0   | 2       | 2      | 4      |
| 9         | Gran Bretagna    | 0   | 2       | 1      | 3      |
| 10=       | Belgio           | 0   | 1       | 0      | 1      |
| 10=       | Danimarca        | 0   | 1       | 0      | 1      |
| 12        | Jugoslavia       | 0   | 0       | 1      | 1      |
| totale    |                  | 20  | 20      | 20     | 60     |

- Tuffi

| Posizione | Paese            | Oro | Argento | Bronzo | Totale |
| --------- | ---------------- | --- | ------- | ------ | ------ |
| 1         | Unione Sovietica | 2   | 1       | 3      | 6      |
| 2         | Germania Ovest   | 2   | 0       | 0      | 2      |
| 3         | Germania Est     | 0   | 2       | 1      | 3      |
| 4         | Austria          | 0   | 1       | 0      | 1      |
| totale    |                  | 4   | 4       | 4      | 12     |